# Спикулум
Спикулум (spiculum) е късноримско копие, което заменя пилума като основно оръжие за хвърляне на пехотата около 250 г. Изследователите предполагат, че то е било получено в резултат на постепенното комбиниране на пилума и две германски копия – ангона и бебра. С присъединяването на все-повече германци към Римската армия, тяхната култура и традиции стават движеща сила на промяната. Спикулума е бил по-добър от стария пилум използван като копие за близък бой, като запазвал пробивната му сила при хвърляне.
Вегетий споменава спикулума във военното си ръководство, но някои изследователи настояват, че спикулум е просто друго име за пилум. И в двата случая, повечето историци приемат, че спикулума е развитие на ранните копия, използвани от Римската армия.

Те имаха също така две други (метателни) копия, по-голямото от които се състоеше от дръжка дълга пет и половина римски фута (ок. 160 см) и триъгълно желязно острие дълго ок. 23 см. То беше наричано по-рано пилум, а сега спикулум. Войниците бяха специално тренирани да боравят с това оръжие, защото хвърлено със сила и майсторство то често пробиваше щитовете на пехотата и ризниците на конниците.

Основна разлика между спикулума и пилума е била в дължината на тънката част. Спикулума изглежда е имал много по-къса желязна тънка част с острие на върха си. Така общата дължина на спикулума също била по-малка от тази на предшественика си – може би около 190 см. Точният дизайн не е изяснен поради многото съществуващи варианти. Спикулума излиза от употреба някъде след 400 г.